# ORBIS PICTUS PLAY
ORBIS PICTUS PLAY autorů Jiřího a Radany Waldových je mezinárodní projekt putovních výstav a doprovodných akcí, které jsou umělecky koncipovány výtvarníkem a performerem Petrem Niklem za účasti českých i zahraničních výtvarníků. Jednotlivé expozice rozvíjejí imaginaci, fantazii a tvořivost a jsou plně interaktivní. Koncept exponátů přímo stojí na tom, že se jich lidé dotýkají, vstupují do nich, hrají si s nimi a vlastně je dotváří. Exponáty jsou nástroje, z nichž tvůrčí dílo vzniká teprve po zapojení aktivní fantazie diváka. Jsou to tedy jakési biostroje na kreativitu.
Projekt ORBIS PICTUS PLAY je ale také původní metoda kreativního a nového, originálního poznání světa. Je integrální naukou o jevech, které nás obklopují. Projekt je koncept dlouhodobý, v této chvíli jeho plán sahá až do roku 2023, kdy bude v nizozemském Naardenu prezentována výstava u příležitosti 400. výročí dokončení díla Jana Amose Komenského Labyrint světa a ráj srdce, který se stal inspirací projektu.
Projekt ORBIS PICTUS PLAY je hravý na všech úrovních, od interakce s jednotlivými exponáty, po vytváření a hledání spojitostí a odkazů skrytých ve výstavě (hra) či workshopech a pokračuje internetovým portálem www.orbis-pictus.com.
Význam projektu ORBIS PICTUS PLAY autorů Jiřího a Radany Waldových stvrdil evropský komisař Ján Figeľ prohlášením, ve kterém navrhl rok 2009 za Evropský rok kreativity a inovací: „Komenského myšlení mě inspirovalo k tomu, abych navrhl rok 2009 za Evropský rok tvořivost a inovací. Expozice ORBIS PICTUS je ukázkovým příkladem poslání tohoto Evropského roku.“ Projekt také získal statut oficiální doprovodné akce v rámci předsednictví České republiky v Radě Evropské unie v prvním pololetí roku 2009. Prestižní televizní zpravodajský kanál CNN natočil o ORBIS PICTUS samostatný dokument a newyorský The Times doporučil ve svém článku návštěvu výstavy Labyrint světla v Praze a seznámení s projektem ORBIS PICTUS.
Všechny výstavy konané v rámci projektu ORBIS PICTUS PLAY navštívilo k dnešnímu dni již téměř 3 miliony návštěvníků po celém světě.

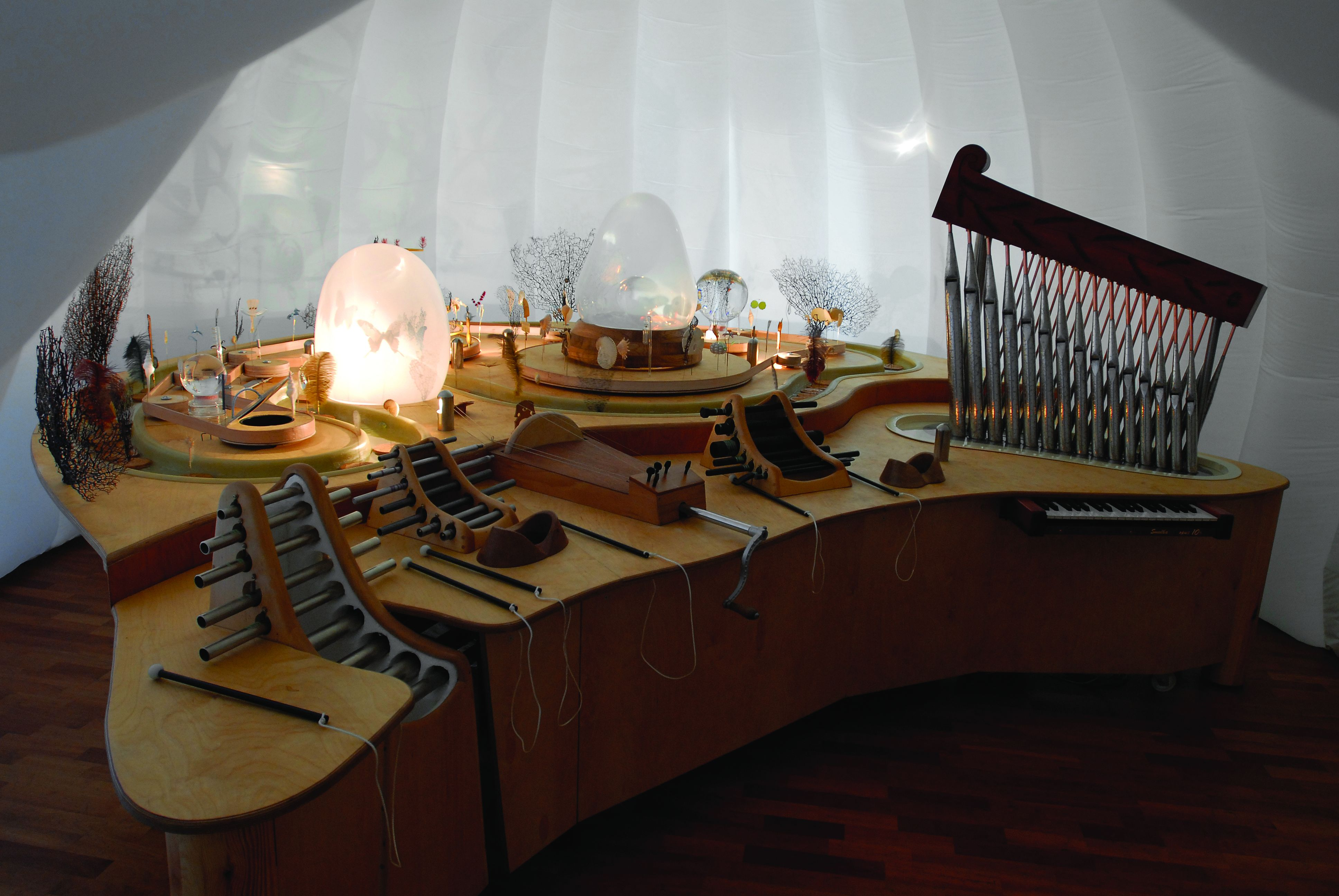
Interaktivní objekt Srdce Petra Nikla, Jaroslava Kořána, Martina Janíčka, Petra Lorence a Václava Smolky (2006) - ústřední objekt a metafora celého projektu ORBIS PICTUS PLAY.

## Expozice ORBIS PICTUS PLAY
Základem projektu, který vznikl v roce 2005, jsou interaktivní expozice Orbis pictus aneb Brána do světa tvořivé lidské fantazie, Labyrint světla, Leporelohra, Golem, PLAY, Sensorium a Vikýře PLAY, inspirované dílem humanistického myslitele J. A. Komenského Labyrint světa a ráj srdce. Výstavy jsou připravovány podle umělecké koncepce Petra Nikla ve spolupráci s českými a zahraničními umělci. Jejich scénář vychází ze zkušenosti nabytých při interaktivních výstavách Hnízda her - Galerie Rudolfinum 2000 a Zahrada fantazie a hudby – česká expozice na EXPO 2005 v japonském Aichi. 

## Brána do světa tvořivé lidské fantazie
Výstava Orbis pictus aneb Brána do světa tvořivé lidské fantazie je souborem výtvarných interaktivních děl, vytvořených českými a zahraničními výtvarníky. Jednotlivá díla jsou představena jako nástroje, které využívají mechanismů kinetického pohybu, světla a stínu a hudebních a zvukových tónů, přičemž každý objekt má svůj originální charakter a formu interakce s návštěvníky. Výstava se tím stává prostorem pro hru, jejímž prostřednictvím výstava ožívá a získává tak další výjimečný rozměr. Při instalaci a prezentaci celého souboru není kladen důraz na autorství jednotlivých děl, naopak, jednotlivá díla na sebe funkcí i instalací navazují. Objekty jsou instalovány vždy novým způsobem v závislosti na výstavním prostoru, a tím pokaždé vzniká unikátní a překvapující umělecký celek.
Brána je v celém projektu do současné chvíle nejúspěšnější, nejstarší i nejrozsáhlejší expozicí. Premiéra první expozice se uskutečnila v roce 2006 v Paříži a od té doby již navštívila řadu měst v České republice i v zahraničí.

### Kalendář výstavy
2014 - 2015

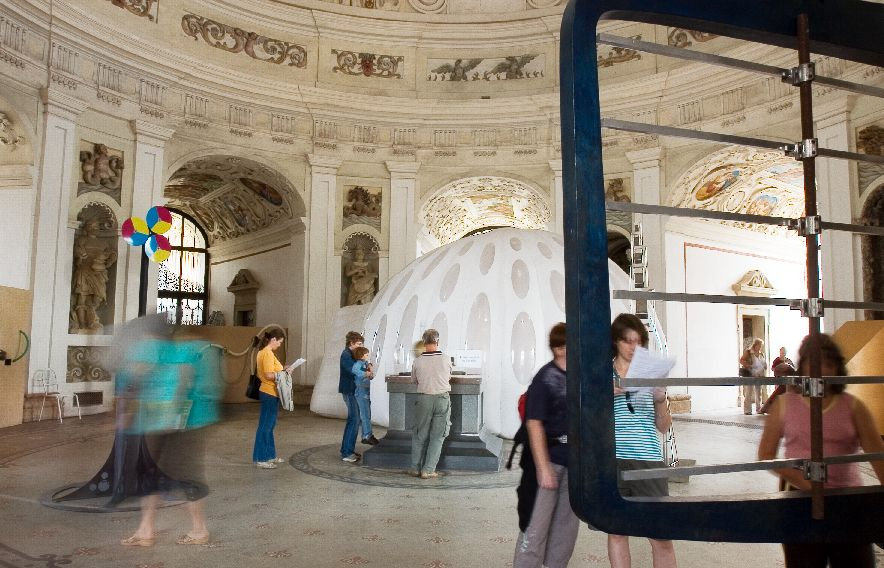
Pohled do interaktivní expozice Brána do světa tvořivé lidské fantazie v Kroměříži 2007

- Česká republika: Areál Veba, Broumov, 28. 3. 2014 - 28. 2. 2015 (součást výstavy PLAY Broumovsko)

2012
- Rakousko: OÖ Kulturquartier Linz, 14. 6. – 20. 9. 2012 (součást výstavy Labyrint smyslů)

2009
- Bulharsko: Sofie České centrum, Galerie Rajko Alexejev, 22. 9. - 26. 10. 2009
- Belgie: 
  - Brusel Couleur Cafe / World music festival, 16. 6. - 28. 6. 2009
  - České centrum v Bruselu, 8. 4. - 28. 4. 2009
  - Brusel sídlo Evropské komise pro vzdělání a kulturu, 2. 4. - 24. 4. 2009
- Brusel sídlo Evropské komise pro vzdělání a kulturu 2. 4. - 24. 4. 2009
- Kanada: Vancouver TELUS World of Science, 5. 10. 2008 - 23. 2. 2009

2008
- Kanada: Vancouver TELUS World of Science, 5. 10. 2008 - 23. 2. 2009
- Česká republika:
  - Ostrava, Důl Michal, 29. 2. - 30. 3. 2008
  - České Budějovice, Kulturní centrum Bazilika, 17. 6. - 14. 9. 2008

2007
- Česká republika:
  - Praha, České muzeum hudby, 15. 3. - 30. 4. 2007
  - Brno, Dům umění města Brna, 11. 5. - 17. 6. 2007
  - Kroměříž, Rotunda Květné zahrady, 22. 6. - 26. 8. 2007
  - Opava, Městská galerie v Kostele sv. Václava, 5. 9. - 30. 9. 2007
- Itálie: Florencie, Villa Strozzi, 4. 11. - 9. 12. 2007

2006
- Francie: Paříž, České centrum, 30. 6. - 16. 9. 2006 (premiéra výstavy)

## Labyrint světla

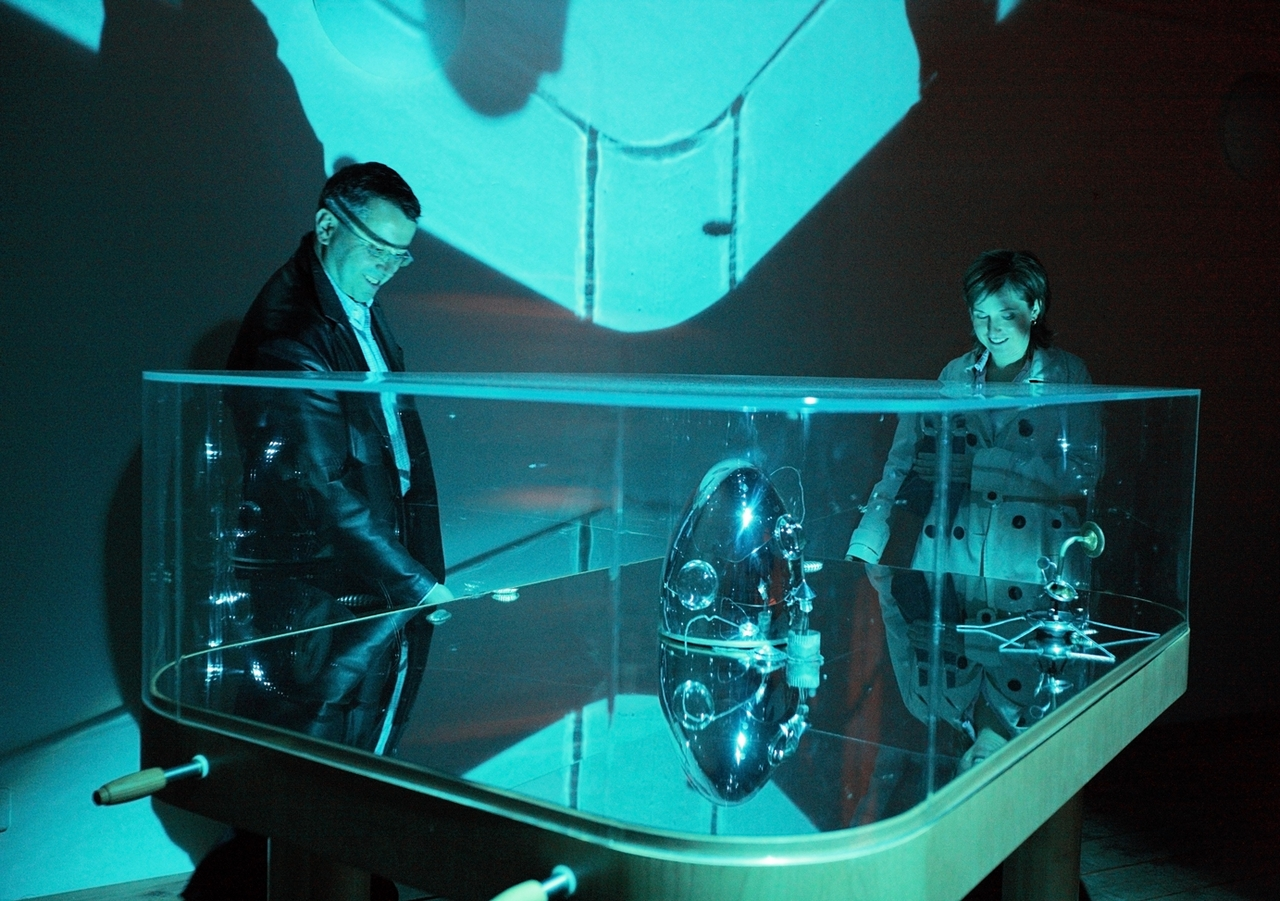
Magnetický stůl Ondřeje Smeykala na interaktivní výstavě Labyrint světla v Praze 2009

Expozice Labyrint světla je interaktivní instalací vizuálních a světelných nástrojů a objektů, založených na principu vnímání světa a jeho znovuobjevování prostřednictvím hry a fantazie. Koncepci výstavy připravili Petr Nikl a Ondřej Smeykal. Na výstavě se podílí mezinárodní skupina výtvarníků, participujících na společných koncepcích již od roku 2000. Návštěvník se ocitá ve scenérii světelných interakcí ve ztišeném prostoru, s měnícími se světelnými proudy barev a tvarů. Sám se stává aktérem a tím vytváří unikátní prostor pro vzájemnou komunikaci a tvořivost. Pojícím faktorem je interaktivita, dotykovost a otevřenost pro aktivní účast návštěvníka.

### Kalendář výstavy
2014 - 2015
- Česká republika: Areál Veba, Broumov, 28. 3. 2014 - 28. 2. 2015 (součást výstavy PLAY Broumovsko)

2012
- Rakousko: OÖ Kulturquartier Linz 14. 6. – 20. 9. 2012 (součást výstavy Labyrint smyslů)

2010
- Česká republika: Ostrava Dům Umění 8. 4. - 18. 7. 2010

2009
- Česká republika: Praha Ekotechnické muzeum 12. 5. - 14. 7. 2009 (premiéra výstavy)

## Leporelohra - permanentní tvůrčí dílna

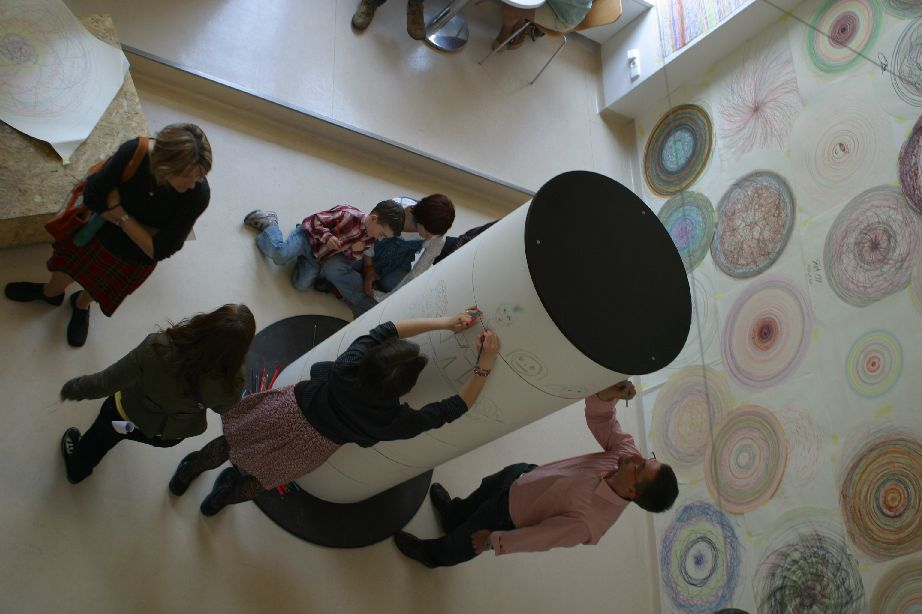
Pohled do interaktivní výstavy Leporelohra v Praze 2010

Leporelohra je specifický koncept výstavy – kontinuálního tvůrčího procesu, který vznikl pod vedením Petra Nikla a Ondřeje Smeykala. Výstava je postavena na zaznamenávání neustálého tvůrčího procesu. Klíčovým komunikačním médiem všech objektů je papír, na který návštěvníci výstavy zaznamenávají své pocity a reakce na záznamy jiných lidí. Vzniká tak nikdy nekončící kniha zápisů, která se pohybuje na pomezí dokumentu výstavy, deníku či kroniky. Papír je představen nejen jako záznamové médium, ale také jako plocha pro obraz, jako zvukový nástroj, jako kinetický objekt, nebo jako měkký absorpční prostor pro vrypy a údery, stejně jako pro stopu tuhou, a zároveň jako masivní hmota a nástroj pro zvukovou komunikaci. 

### Kalendář výstavy
2014 - 2015
- Česká republika: Areál Veba, Broumov, 28. 3. 2014 - 28. 2. 2015 (součást výstavy PLAY Broumovsko)

2012
- Rakousko: OÖ Kulturquartier Linz, 14. 6. – 20. 9. 2012 (součást výstavy Labyrint smyslů)

2011
- Česká republika:
  - Technické muzeum v Brně, 19. 4. – 17. 7. 2011 (součást výstavy PLAY)
  - Výstavní síň Mánes, Praha, 4. 11. 2010 – 20. 2. 2011 (součást výstavy PLAY)

2010
- Česká republika:
  - České centrum Praha, květen - červen 2010
  - Výstavní síň Mánes, Praha, 4. 11. 2010 – 20. 2. 2011 (součást výstavy PLAY)

2009
- Česká republika: Liberec, Krajská vědecká knihovna, 23. 5. - 14. 7. 2009
- Rusko: Moskva - Dom Chudožnika, 2. - 6. 12. 2009 (součást prezentace ČR na knižním festivalu Non - Fiction)

## Golem

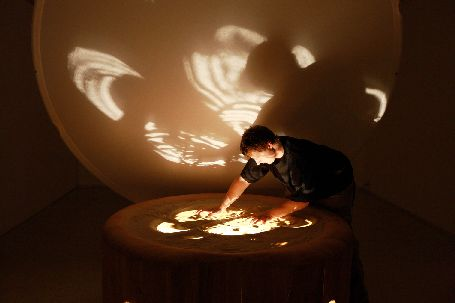
Dotykový objekt Golem Petra Nikla Praha 2009

Novou podobu Golemovi dává dotykový objekt Petra Nikla, určený ke kresbě světlem. Jeho prostřednictvím každému nabízí jedinečnou možnost probudit vlastního imaginárního golema, skrytého v objektu a vlastních představách. Kreslit lze prstem, světlem či hudbou. Objekt se skládá ze dvou částí, které samy o sobě působí abstraktně a jsou především plochami pro zobrazení a pro zachycení tváře, symbolu, znaku, písmene či slova. Toto zobrazení, zapsání či zaznamenání záleží v plné míře na každém z návštěvníků. Všichni návštěvníci mají stejnou měrou možnost propsáním se pískem k prosvícenému sklu vykroužit znak, jenž se stínohrou promítne na projekční plochu.

### Kalendář výstavy
2014 - 2015
- Česká republika: Areál Veba, Broumov, 28. 3. 2014 - 28. 2. 2015 (součást výstavy PLAY Broumovsko)

2012
- Rakousko: OÖ Kulturquartier Linz, 14. 6. – 20. 9. 2012 (součást výstavy Labyrint smyslů)

2011
- Česká republika: Technické muzeum v Brně, 9. 4. - 18. 7. 2010 (součást výstavy PLAY)

2010
- Česká republika: Ostrava, Dům umění, 9. 4. - 18. 7. 2010

2009
- Česká republika: Pražský hrad, 5. 8. - 8. 11. 2009 (premiéra)
- Rusko: Moskva - Dom Chudožnika, 2. - 6. 12. 2009 (součást prezentace ČR na knižním festivalu Non - Fiction)

## Sensorium dvanácti smyslů člověka

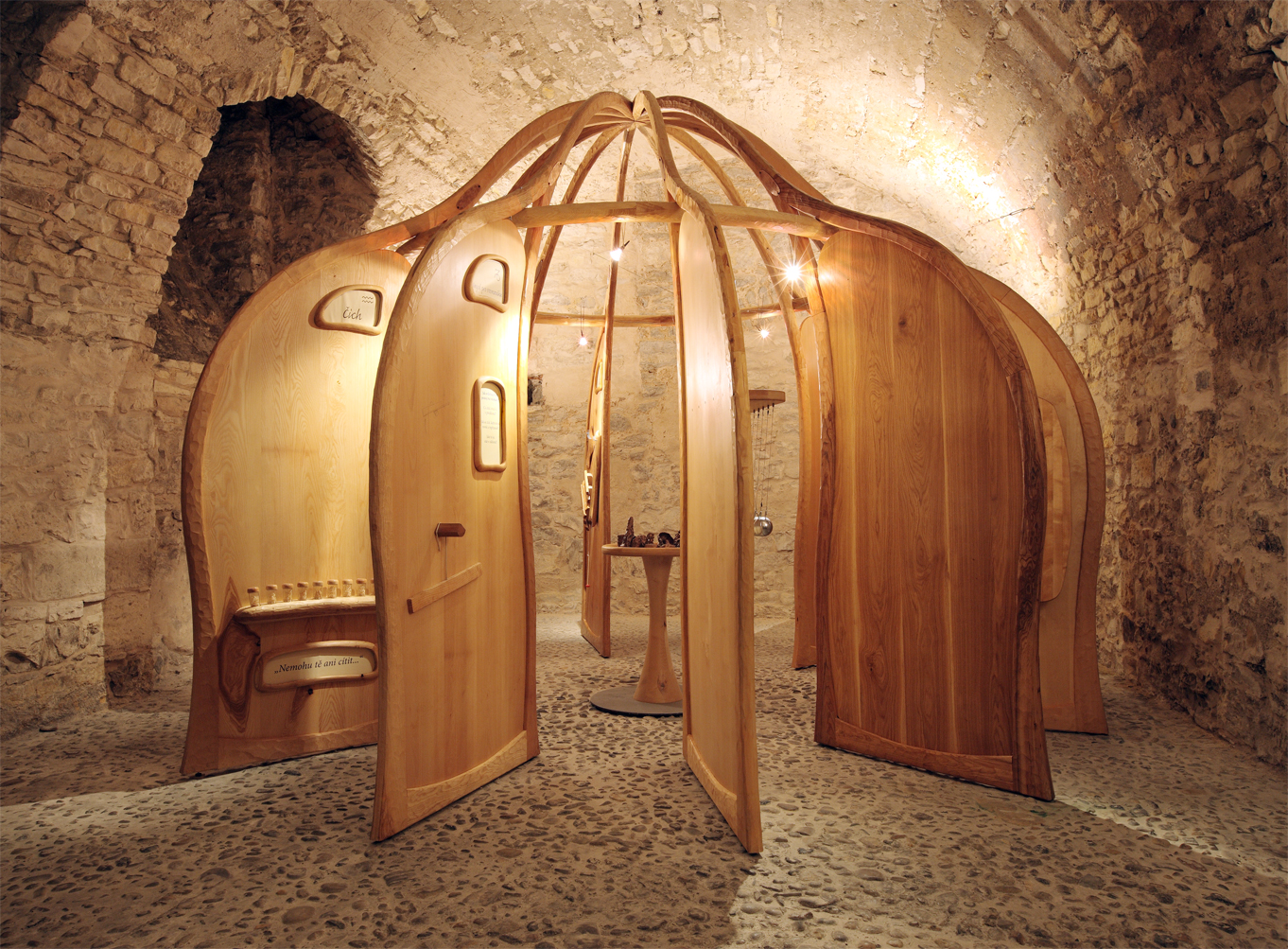
Sensorium autorů Oldřicha Hozmana a Jiřího Walda v Domě U Kamenného zvonu 2012

Sensorium dvanácti smyslů si klade za cíl představit člověku formou hry smysly, které nám nejsou běžně známé, ale jsou důležité pro život moderního člověka. Interaktivní objekt Sensorium tedy nepředstavuje pouze pět běžně známých lidských smyslů (hmat, čich, chuť, zrak a sluch), ale hravou formou rozvíjí také náš životní smysl, smysl pro pohyb, rovnováhu, teplo nebo slovo, stejně jako smysl pro myšlenky druhého člověka a pro Já druhého člověka. Skrze prožívání zážitkových prvků pro každý ze smyslů může každý návštěvník pocítit esenci hlubokého niterného naplnění a vnitřního setkání s jednotlivými smysly. Člověk současnosti tak může formou hry rozvíjet svoje schopnosti.
Průchodem Sensoriem dvanácti smyslů se dá zažít, zjistit a ukázat, co všechno se dá udělat pro rozvoj jednotlivých smyslů. Co se dá rozvíjet pro zdokonalení jejich činnosti. Sensorium dává návštěvníkům možnosti zamyšlení nad složitostí lidské bytosti. Formou hry si může každý vyzkoušet, jaké je pozadí existence našich dvanácti smyslů. Záměrem je poskytnout podněty k vlastnímu rozvoji a k zamyšlení nad prožíváním života.

### Kalendář výstavy
2014 - 2015
- Česká republika: Zámek Adršpach, 1. 5. 2014 - 28. 2. 2015 (součást výstavy PLAY Broumovsko)

2012
- Česká republika: Dům U Kamenného zvonu v Praze, 4. – 31. 5. 2012
- Rakousko: OÖ Kulturquartier Linz, 14. 6. – 20. 9. 2012 (součást výstavy Labyrint smyslů)

2010 - 2011
- Česká republika: Výstavní síň Mánes, Praha 4. 11. 2010 – 20. 2. 2011 (premiéra, součást výstavy PLAY)

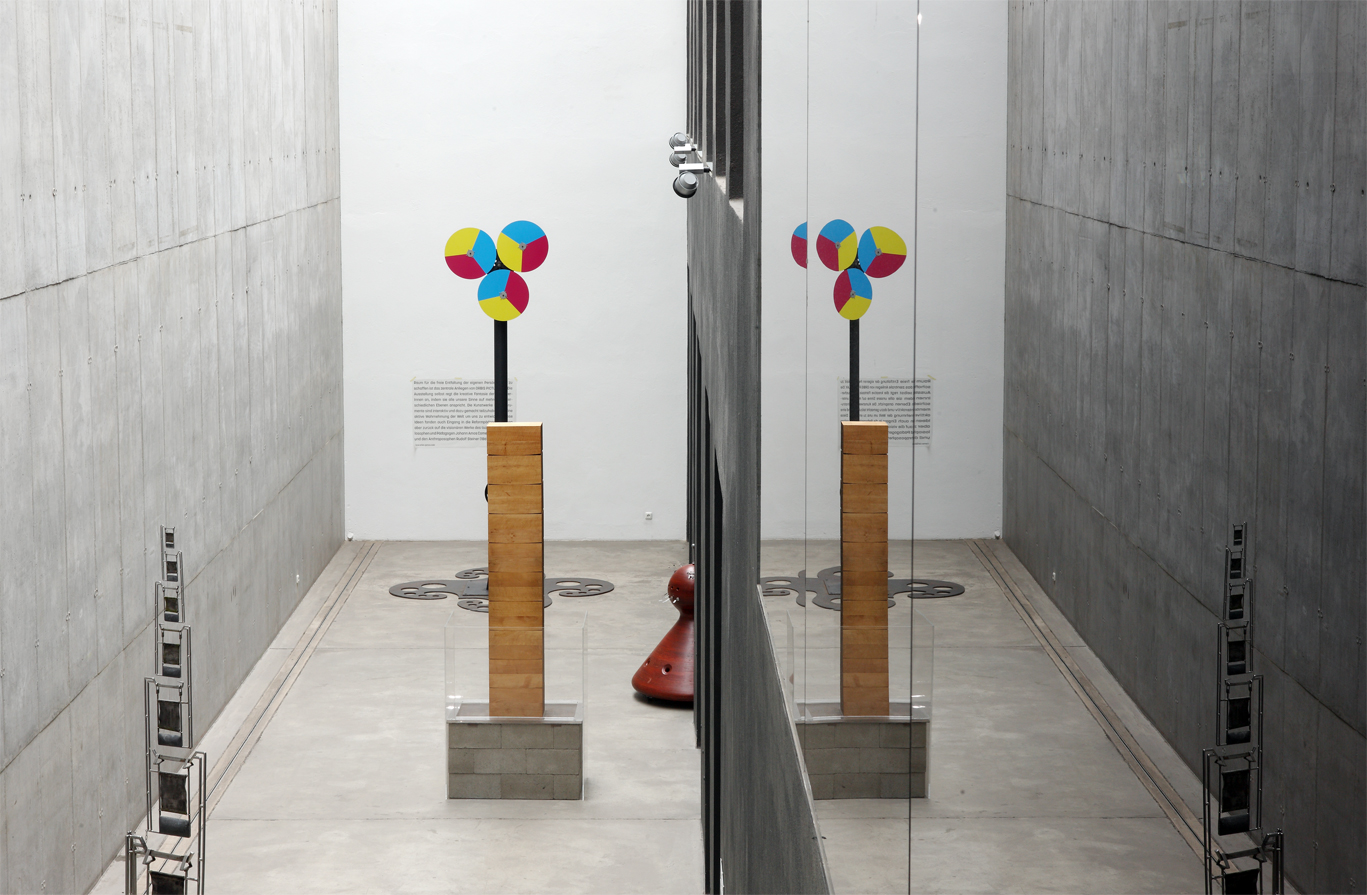
Větrolam a Tančící věž Zdeňka Šmída a Vířivka Ondřeje Smeykala na výstavě Labyrint smyslů v Linci 2012

## PLAY

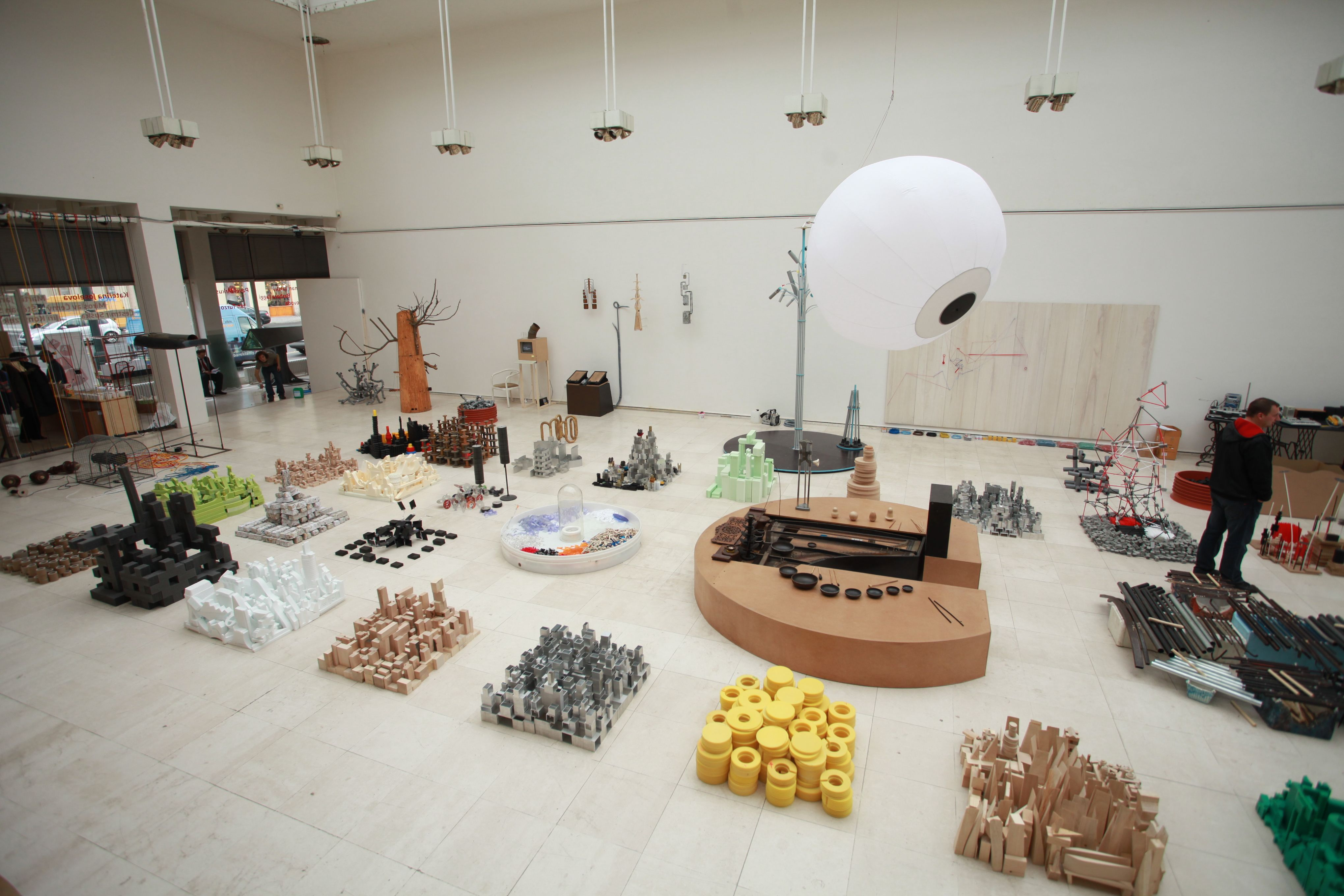
Interaktivní výstava PLAY v pražské Výstavní síni Mánes 2010-11

Expozice PLAY je interaktivní instalace vizuálních a světelných nástrojů a objektů, kde se návštěvníci stávají zároveň aktéry a vytváří tím unikátní prostor pro vzájemnou komunikaci a tvořivost. Atraktivitu výstavy potvrzuje fakt, že na přelomu let 2010/11 ji za necelé čtyři měsíce v pražské Výstavní síni Mánes navštívilo více než 107 000 návštěvníků (v průměru 1154 návštěvníků denně). V souladu s koncepcí výstav v rámci celého projektu i PLAY klade důraz na vytvoření mnohovrstevnatého prostoru, který umožňuje několik úrovní aktivity pro jednotlivé návštěvníky, od prohlédnutí si expozice přes vlastní tvůrčí činnost na výstavě až po setkání s umělci a tvůrci exponátů. Do projektu PLAY však byly zapojeny i nové prvky odrážející současné tendence ve výtvarném a audio-vizuálním umění a v hudbě. Projekt tak byl posunut do další roviny interakce mezi návštěvníkem, uměleckým dílem a procesem jeho tvorby, a to s cílem rozvíjet kreativní myšlení a vzdělávání.

### Kalendář výstavy
2014 - 2015
- Česká republika: Areál Veba, Broumov, 28. 3. 2014 - 28. 2. 2015 (pod názvem PLAY Broumovsko)

2012
- Rakousko: OÖ Kulturquartier Linz, 14. 6. – 20. 9. 2012 (součást výstavy Labyrint smyslů)

2011
- Česká republika:
  - Techmania Science Center, Plzeň, 6. 10. – 31. 12. 2011
  - Technické muzeum v Brně, 19. 4. – 17. 7. 2011
  - Výstavní síň Mánes, Praha, 4. 11. 2010 – 20. 2. 2011

2010
- Česká republika: Výstavní síň Mánes, Praha, 4. 11. 2010 – 20. 2. 2011 (premiéra)

## Labyrint smyslů
Všech šest interaktivních výstav, které jsou od roku 2006 součástí projektu ORBIS PICTUS PLAY autorů Jiřího a Radany Waldových, tedy Brána do světa tvořivé lidské fantazie, Leporelohra, Labyrint světla, Golem, PLAY a Sensorium, byly od 14. 6. do 20. 9. 2012 představeny pod souhrnným názvem Labyrint smyslů (v Rakousku Sinnesrausch) návštěvníkům hornorakouského kulturního centra OÖ Kulturquartier v Linci – galerie vznikající propojením renomovaného centra současného výtvarného umění OK Offenes Kulturhaus a přilehlého Landeskulturzentrum Ursulinenhof Archivováno 25. 8. 2020 na Wayback Machine..

## Vikýře PLAY

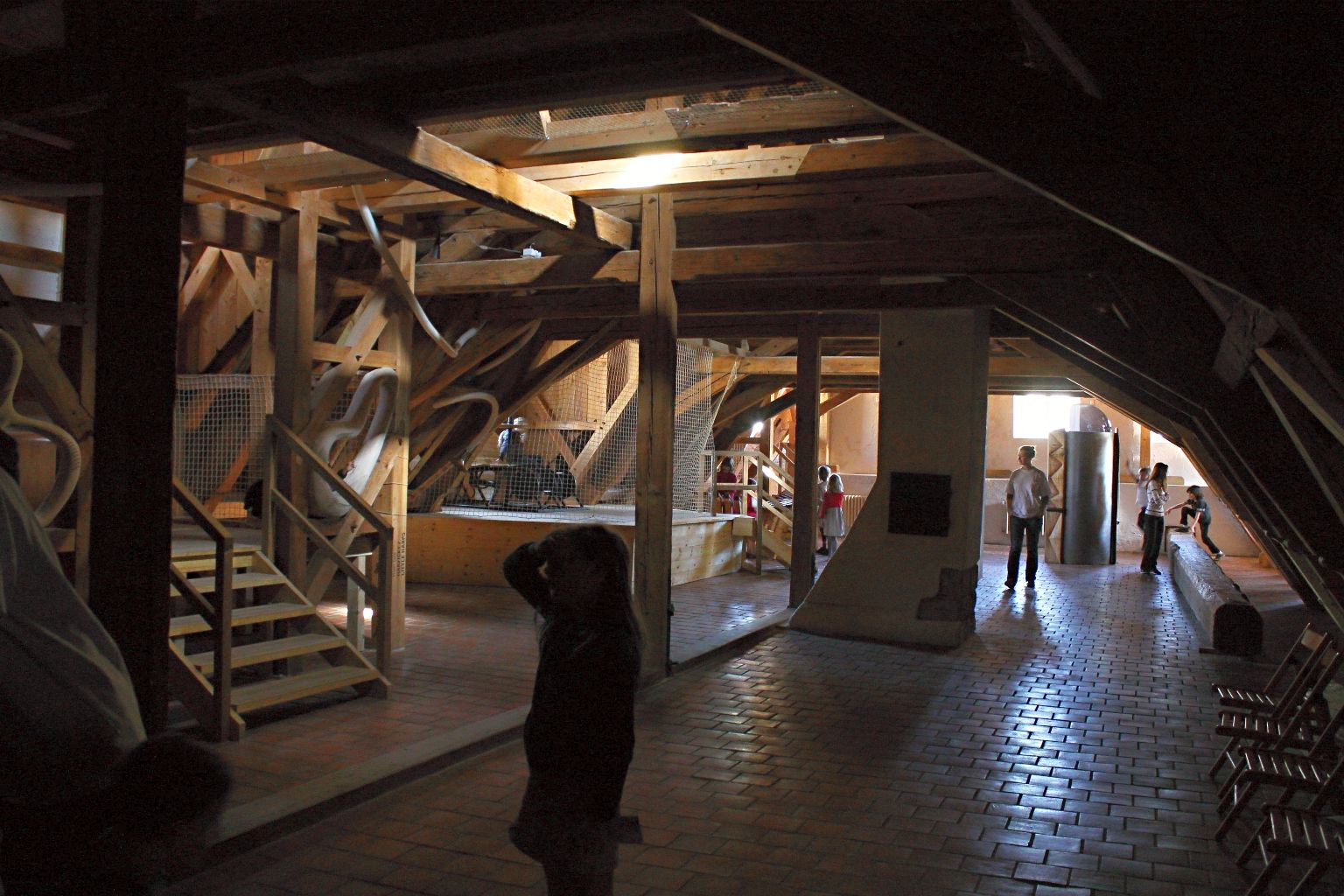
Vikýře PLAY v Malostranské besedě - pohled do expozice v půdním prostoru.

Výstava Vikýře PLAY byla na jaře 2013 připravena speciálně pro vybrané sály, místnosti a podkroví Malostranské besedy v Praze. Jednalo se o soubor herních podkrovních hnízd, využívajících magického potenciálu půdního prostředí s výhledy na Malostranské náměstí. Atmosféra půdního prostoru v samém srdci Prahy inspirovala k vytvoření tajůplného kabinetu, koncentrujícího souhrn zážitků pro všechny smysly.
Hlavní částí expozice se stal systém pěti podstřešních komůrek, patřících jednotlivým oknům půdy. Kromě soustředěného pohledu do okolí chrámu svatého Mikuláše poskytla tato hnízda kreativní výbavu v podobě nejrůznějších zvukových, optických a kinetických nástrojů. Středová patrová věžička se pak stala hlavní pozorovatelnou se stojícím zvukovým nástrojem, jakousi ztišenou zvonicí. Intimní místnost s oknem do dvora se změnila ve Studio PLAY, opatřené menším nahrávacím zařízením, které umožnilo jednotlivcům i skupinám "nastudovat" vlastní hudební dílka.

### Kalendář výstavy
2013
- Česká republika: galerie Malostranská beseda, Praha, 28. 3. - 3. 11. 2013 (premiéra)